# (100084) 1992 SY13
(100084) 1992 SY13 es un asteroide perteneciente al cinturón de asteroides, descubierto el 26 de septiembre de 1992 por Freimut Börngen y el también astrónomo Lutz Dieter Schmadel desde el Observatorio Karl Schwarzschild, en Tautenburg, Alemania.